# Live from Deep in the Heart of Texas
Live from Deep in the Heart of Texas es un álbum en vivo de la banda estadounidense Commander Cody and His Lost Planet Airmen. Fue publicado en enero de 1974 a través de Paramount Records.

## Recepción de la crítica
Un escritor no especificado de Record World le otorgó el certificado de “Hit of the Week”, y señaló que “Desde auténtico rock & roll hasta folk country, esta banda transmite buenas sensaciones sin parar”. Un escritor no especificado de Cash Box describió el álbum como “una impresionante colección de material fuerte hecho con el estilo country único con el que el grupo se ha vuelto tan popular”, y señaló que “[la banda] ha logrado la difícil tarea de capturar su esencia en esta colección y deben ser elogiados por ello”.

## Lista de canciones
| Lado uno |                                                                        |          |  |
| N.º      | Título                                                                 | Duración |  |
| 1.       | «Introduction: Jim Franklin»                                           | 0:12     |  |
| 2.       | «Armadillo Stomp» (Andy Stein, Rick Higginbotham)                      | 1:38     |  |
| 3.       | «Good Rocking Tonight» (Roy Brown)                                     | 2:30     |  |
| 4.       | «I'm Coming Home» (Johnny Horton)                                      | 2:20     |  |
| 5.       | «Down to Seeds and Stems Again Blues» (George Frayne, Billy C. Farlow) | 3:35     |  |
| 6.       | «Sunset on the Sage» (Michael J. Richards)                             | 3:22     |  |
| 7.       | «Little Sally Walker» (C. F. Turner)                                   | 2:16     |  |
| 8.       | «Git It» (Bob Kelly)                                                   | 2:04     |  |

| Lado dos |                                                      |          |  |
| N.º      | Título                                               | Duración |  |
| 1.       | «Oh Mama Mama» (Frayne, Farlow, John Tichy)          | 4:03     |  |
| 2.       | «Crying Time» (Buck Owens)                           | 2:50     |  |
| 3.       | «Diggy Liggy Lo» (J. D. “Jay” Miller)                | 2:18     |  |
| 4.       | «Riot in Cell Block #9» (Jerry Leiber, Mike Stoller) | 2:48     |  |
| 5.       | «Too Much Fun» (Farlow, Bill Kirchen)                | 3:17     |  |
| 6.       | «Mean Woman Blues» (Claude Demetrius)                | 3:55     |  |

## Créditos y personal
Créditos adaptados desde las notas de álbum de Live from Deep in the Heart of Texas.
Commander Cody and His Lost Planet Airmen
- Commander Cody – piano, teclados, voces
- Billy C. Farlow – armónica, voces
- Bill Kirchen – guitarra, voces
- John Tichy – guitarra, voces
- Lance Dickerson – batería, voces
- Bruce Barlow – bajo eléctrico, voces
- Andy Stein – violín, saxofón
- Bobby Black – steel guitar, voces

Personal técnico
- Gabby Garcia, Ken Caliat, Bill Broms, Jerry Stroud – grabación
- Steve Montoani – ingeniero de audio
- Jim Franklin – ilustración
- J. D. Black, Melinda Wickman, Coy Featherstone – fotografía
- Steve Jarvis – productor, ingeniero de audio

## Posicionamiento
| Gráfica (1974)                            | Pico de posición |
| ----------------------------------------- | ---------------- |
| Estados Unidos (Billboard Top LPs & Tape) | 105              |